# Ёсия, Нобуко
Нобуко Ёсия (яп. 吉屋 信子 Ёсия Нобуко, 12 января 1896 — 11 июля 1973) — японская писательница середины XX века, один из наиболее коммерчески успешных авторов в жанре романтической прозы.

## Ранние годы
Ёсия родилась в префектуре Ниигата, однако выросла в городах Моока и Тотиги префектуры Тотиги. Из-за того, что отец был соцработником, семья Ёсия часто переезжала с места на место. И отец, и мать происходили из старинных самурайских семейств. Ёсия Нобуко росла младшим ребёнком в семье и единственной дочерью; любовь к писательству, бывшему отдохновением от дел по дому, приобрела ещё в подростковом возрасте.

## Творчество
В своих книгах Ёсия активно использовала наработки современной сексологии. Один из её первых сборников, «Цветочные истории» (花物語, 1916—1924), состоявший из пятидесяти двух романтических рассказов, снискал популярность среди студенческой аудитории. Большинство историй было посвящено романтической любви между девушками (эсу). Рассказ «Две девицы на чердаке» (屋根裏の二處女, 1919) — полуавтобиографического характера, повествующий о её отношениях с соседкой по студенческому общежитию, в финале которого девушки решают прожить всю жизнь вместе. Этот рассказ неприкрыто демонстрировал феминистскую направленность Ёсии, а также её лесбийскую ориентацию. Рассказ «На край земли» (地の果まで, 1920), взявший литературную премию осакского журнала «Асахи симбун», подвергся некоторому христианскому влиянию.
В 1925 году Ёсия начала издавать свой собственный журнал «Чёрная роза», просуществовавший восемь месяцев. С этого периода Ёсия стала представлять любовь между женщинами как «сестринство» в дополнение к любви к мужчине, и благодаря этому её проза не считалась неприличной; любовь между девушками выставлялась как платоническое чувство, не мешающее замужеству. Другие известные работы Ёсии — «Женская дружба» (1933—1934), «Мужнино целомудрие» (良人の貞操, 1936—1937), «Дьявольское пламя» (鬼火, 1951), «Семейство Атака» (安宅家の人々, 1964—1965), «Жены Токугава» (徳川の夫人たち, 1966) и «Дамы дома Тайра» (女人平家, 1971). Тексты Ёсии отличаются обилием звукоподражательной лексики, восклицательных знаков, сцен в необычных местах — на чердаках, верандах и т. п., создающих явственную мелодраматическую атмосферу.

## Личная жизнь
Ёсия не скрывала отношений со своей подругой Тиё Моммой и охотно соглашалась на многочисленные интервью. В течение войны жила в Камакуре; в 1962 году построила себе деревянный дом и сад в традиционном японском стиле. Они были завещаны ею муниципалитету Камакуры для устройства культурно-образовательного центра для женщин. В настоящее время в здании размещается Мемориальный музей Нобуко Ёсии.